# Samsung Galaxy M55
Il Samsung Galaxy M55 è uno smartphone di fascia medio-alta prodotto da Samsung, facente parte della serie Samsung Galaxy M. È stato annunciato e reso disponibile il 28 marzo 2024. È stato commercializzato anche come Galaxy F55, il quale differisce sostanzialmente solo per le colorazioni in cui è disponibile.

## Caratteristiche tecniche

### Hardware
Il Galaxy M55 è uno smartphone con form factor di tipo slate, le cui dimensioni sono di 163.9 x 76.5 x 7.8 millimetri e pesa 180 grammi.
Il dispositivo è dotato di connettività GSM, HSPA, LTE e 5G, di Wi-Fi 802.11 a/b/g/n/ac/6 con supporto a Wi-Fi Direct ed hotspot, di Bluetooth 5.2 con A2DP e LE, di GPS con GLONASS, GALILEO, BDS e QZSS. Il NFC è presente solo in alcuni mercati. Ha una porta USB-C 2.0, mentre è assente l'ingresso per jack audio da 3,5 mm.
Presenta uno schermo touchscreen capacitivo da 6,7 pollici di diagonale, di tipo Super AMOLED+, con aspect ratio 20:9, angoli arrotondati, risoluzione Full HD+ 1080 × 2400 pixel (densità di 393 pixel per pollice) e frequenza di aggiornamento a 120 Hz.
La batteria ai polimeri di litio da 5000 mAh non è removibile dall'utente. Supporta la ricarica rapida a 45W.
Il chipset è un Qualcomm Snapdragon 7 Gen 1. La memoria interna, di tipo UFS 3.1, è di 128 o 256 GB, mentre la RAM è di 8 o 12 GB (in base alla versione scelta).
La fotocamera posteriore ha 3 sensori: uno principale da 50 MP con apertura f/1.8, uno ultra-grandangolare da 8 MP f/2.2 ed uno macro da 2 MP f/2.4. È dotata di autofocus e flash LED, in grado di registrare al massimo video 4K a 30 fotogrammi al secondo, mentre la fotocamera anteriore è da 50 MP f/2.4.

### Software
Il sistema operativo è Android 14. Ha l'interfaccia utente personalizzata One UI 6.1.